# فوق‌العاده شدن
«فوق‌العاده شدن» (انگلیسی: Get Weird) سومین آلبوم استودیویی است که توسط گروه دخترانه بریتانیایی لیتل میکس در ۶ نوامبر ۲۰۱۵ توسط سایکو میوزیک و کلمبیا رکوردز منتشر شد. این گروه کار بر روی آلبوم قبلی را قبل از اینکه در سال ۲۰۱۴ تمام شود، شروع کرد و تنها چند قطعه از آن را به قطع نهایی رساندند. چهار تک‌آهنگ شامل تک‌آهنگ شماره یک بریتانیا «جادوی سیاه»، «من را مثل خودت دوست داشته باش»، «آهنگ مخفیِ عشق»، با حضور خواننده آمریکایی جیسون درولو و «موی سر» با حضور شان پال خواننده جامائیکایی بود. یک نسخۀ دیگر بعداً منتشر شد و دارای چهار آهنگ جدید بود، در حالی که نسخه ژاپنی آلبوم دارای همکاری با گروه دخترانه ژاپنی است.